# Provincia Unida de Canadá
La Provincia Unida de Canadá o simplemente Provincia de Canadá fue una colonia británica en América del Norte desde 1841 hasta 1867. Su establecimiento se debe a recomendaciones realizadas por John Lambton, primer conde de Durham en el "Informe sobre los intereses británicos en Norteamérica" producido luego de las Rebeliones de 1837.
La Provincia de Canadá cesó de existir a la formación de la Confederación Canadiense el 1 de julio de 1867, cuando fue subdividida en las provincias actuales canadienses de Ontario y Quebec.

## Historia
Antes de 1841 el territorio se correspondía aproximadamente al sur de Ontario en Canadá perteneciente a la colonia británica del Alto Canadá, mientras la parte sur de Quebec y la región de Labrador, de Terranova y Labrador, pertenecieron a la colonia del Bajo Canadá. Una de las diferencias culturales entre el Alto y Bajo Canadá era que el primero era principalmente anglófono, mientras que el segundo era francófono. El Acta de Unión (1840), aprobado el 23 de julio de 1840 por el Parlamento Británico y proclamado por la Corona el 10 de febrero de 1841, unió las dos colonias aboliendo las legislaturas del Alto y Bajo Canadá sustituyéndolas por una única Asamblea Legislativa.
El área que anteriormente había comprendido el Alto Canadá fue designada "Canadá Oeste", mientras el área que había comprendido el Bajo Canadá fue designada "Canadá Este". Después de que el Acta de la Norteamérica británica fue aprobada por el Parlamento Británico, la Provincia de Canadá dejó de existir. Posteriormente Canadá Oeste y Este fueron renombrados como la Provincia de Ontario y la Provincia de Quebec, respectivamente.

## Capitales
La capital de la Provincia de Canadá cambió seis veces en su historia de 26 años. La primera capital estuvo en Kingston. Posteriormente, la capital se movió de Montreal en 1843 y a Toronto en 1849 cuando los manifestantes que protestaban por la "Ley de las Pérdidas de la Rebelión" incendiaron los edificios del parlamento de Montreal. En 1857, la reina Victoria eligió Ottawa como capital permanente de la Provincia de Canadá, iniciando la construcción de los actuales edificios del Parlamento de Canadá. La primera etapa de esta construcción fue completada en 1865, justo a tiempo de realizar la sesión final del último parlamento de la Provincia de Canadá antes de la Confederación.
Cronología
- Kingston 1841-1843
- Montreal 1843-1849
- Toronto 1849-1852
- Quebec 1852-1856
- Toronto 1856-1858
- Quebec 1859-1866
- Ottawa 1866-1867

Lecturas recomendadas
- Knight, David B. Choosing Canada's capital : conflict resolution in a parliamentary system. 2nd ed. (Ottawa : Carleton University Press, 1991). xix, 398 p. ISBN 0-88629-148-8.

## Gobierno responsable
El Acta de Unión de 1840 no hizo ninguna provisión para un "gobierno responsable" (por ejemplo, gobierno responsable de elegir legislatura en lugar de la oficina colonial); de hecho, se dio explícitamente al gobernador general de la provincia la autoridad para rechazar cualquier proyecto de ley que pasara por la asamblea electa. Los primeros gobernadores generales de la provincia estuvieron estrechamente implicados en asuntos políticos, manteniendo el derecho de nombrar el Consejo Ejecutivo y otros nombramientos sin la participación de la Asamblea Legislativa.
Sin embargo, en 1848 el Gobernador General James Bruce, 8º Conde de Elgin, designó un gabinete nombrado por el partido de la mayoría de la Asamblea Legislativa, la coalición Baldwin-Lafontaine que había ganado las elecciones en enero. Lord Elgin sostuvo los principios del gobierno responsable no revocando la "Ley de las Pérdidas de la Rebelión", que era muy impopular para algunos Tories de habla inglesa que favorecían el imperio sobre el gobierno mayoritario.

## Punto muerto legislativo
Dado que Canadá Este y Canadá Oeste mantenían cada uno 42 escaños en la Asamblea Legislativa, había un punto muerto legislativo entre ingleses, principalmente de Canadá Oeste, y franceses, principalmente de Canadá Este. Al principio, la mayoría de la provincia era francesa, y exigieron la representación por población, a lo que los anglófonos se opusieron.
Una vez que la población inglesa, que crecía rápidamente debido a la inmigración, excedió a los franceses, los ingleses demandaron la representación por población. Finalmente, el punto muerto legislativo entre ingleses y franceses condujo a un movimiento para una unión federal que resultó en la Confederación canadiense en 1867.

## Logros
Entre sus logros, la Provincia Unida de Canadá negoció el Tratado de Reciprocidad de 1854 con los Estados Unidos, construyó el ferrocarril Grand Trunk Railway, mejoró el sistema educativo en Canadá Oeste bajo Egerton Ryerson, rehabilitó el francés como idioma oficial de la legislatura y los tribunales, codificó el Código Civil del Bajo Canadá en 1866, y abolió el denominado sistema Seigneurial de Nueva Francia en Canadá Este.
La reforma municipal existente desde hacía mucho tiempo fue otro logro importante. Al principio, la administración municipal en Canadá Oeste funcionó principalmente a nivel de distrito, hasta 1849, cuando se introdujo un sistema basado en condados. En 1841 se introdujeron los concejos municipales electos; anteriormente, los funcionarios eran designados por el Teniente-Gobernador.

## Población
| Año     | Población (Bajo) Canadá Este   | Población (Alto) Canadá Oeste |
| ------- | ------------------------------ | ----------------------------- |
| 1841    | n/a                            | 455.688                       |
| 1844    | 697.084                        | n/a                           |
| 1848    | (estimación) 765.797 - 786.693 | 725.879                       |
| 1851-52 | 890.261                        | 952.004                       |
| 1860-61 | 1.111.566                      | 1.396.091                     |

- Fuente: Página web Statistics Canada "Censuses of Canada 1665 to 1871". ( páginas 20 a 22)

- Datos: Q1121436
- Multimedia: Province of Canada / Q1121436